# Jean Marie Sylla
Jean Marie Sylla (Conakry, 22 de abril de 1983 ‑ La Roche-sur-Yon, 26 de julio de 2025) fue un futbolista guineano que jugó en la posición de centrocampista.

## Equipos
| Periodo   | Club                |
| --------- | ------------------- |
| 2001−2003 | Horoya AC           |
| 2003–2005 | Ergotelis FC        |
| 2005–2006 | Athens Kallithea FC |
| 2006      | OFI Creta           |
| 2007      | Apollon Kalamarias  |
| 2007–2009 | PAS Giannina        |
| 2009–2010 | Kalamata FC         |
| 2011–2012 | Villemomble Sports  |
| 2012–2014 | ES Viry-Châtillon   |

## Vida personal
En septiembre de 2014, a los 31 años, cuando jugaba para el equipo parisino ES Virý‑Chatillón, Sylla fue diagnosticado con ELA (esclerosis lateral amiotrófica), por lo que fue forzado a retirarse del fútbol.
El 26 de julio de 2025, el club de fútbol Ergotelis, de la ciudad de Heraclión (en la isla de Creta), en el que Sylla jugó entre 2003 y 2005, anunció que Sylla había fallecido ese día.
Se desconoce dónde falleció Sylla.

## Logros
- Campeonato Nacional de Guinea (1): 2001[4]